# Carlos Alberto Leréia
Carlos Alberto Leréia (Bambuí, 19 de junho de 1961) é um político brasileiro fundador e filiado ao Partido da Social Democracia Brasileira (PSDB). 
Leréia foi deputado federal por Goiás, sendo eleito em 2002 e reeleito em 2006 e 2010, tendo ocupado antes 3 mandatos como deputado estadual na Assembleia Legislativa de Goiás (1991-2003). Atualmente é prefeito da cidade de Minaçu, no norte do estado de Goiás.

## Biografia
Migrou ainda criança para a cidade de Minaçu, no estado de Goiás.Iniciou sua militância política na década de 80 como radialista e destacou-se na campanha de Henrique Santillo para o governo em 1986, ocupando em seguida importantes cargos na administração deste governo, como a diretoria geral da Rádio Brasil Central em Goiânia.
Candidato a deputado estadual em 1990, Leréia assumiu o cargo de deputado em 1992, seguindo a partir desta data como parlamentar na Assembleia Legislativa até 2002, quando elegeu-se deputado federal por Goiás, com quase 68 mil votos.
Atualmente Leréia ocupa o cargo de prefeito de Minaçu tendo sido eleito em 2020 para o primeiro primeiro mandato entre 2021 a 2024 e reeleito para o segundo mandato entre o perído da 2025 até 2028.